# Bộ đội Phú Đài
Bộ đội Phú Đài là danh xưng phổ biến dùng để chỉ các đơn vị tàn quân của Quốc quân Trung Hoa Dân Quốc rút khỏi tỉnh Quảng Tây (Trung Quốc) năm 1949 và được tập kết về các trại tập trung trong lãnh thổ Việt Nam dưới quyền kiểm soát của người Pháp . Các đơn vị này được tổ chức lại thành đơn vị dự bị của Quốc quân Trung Hoa Dân quốc tại Việt Nam, với danh xưng Lưu Việt Quốc quân, đặt dưới sự lãnh đạo của Hoàng Kiệt. Tuy nhiên, quân Pháp ở Việt Nam dùng danh nghĩa “bảo vệ” để tước vũ khí và tập trung quản thúc tại Phú Quốc (Việt Nam).
Nhờ có sự can thiệp của Hoa Kỳ với Pháp, năm 1953, chính quyền thực dân Pháp cho phép những binh lính Phú Đài lần lượt được chuyển về Đài Loan. Sau khi về Đài Loan, các đơn vị Phú Đài được tái tổ chức lại và trở thành một bộ phận của Lực lượng Thủy quân Lục chiến Trung Hoa Dân quốc.

## Dấu tích còn lại

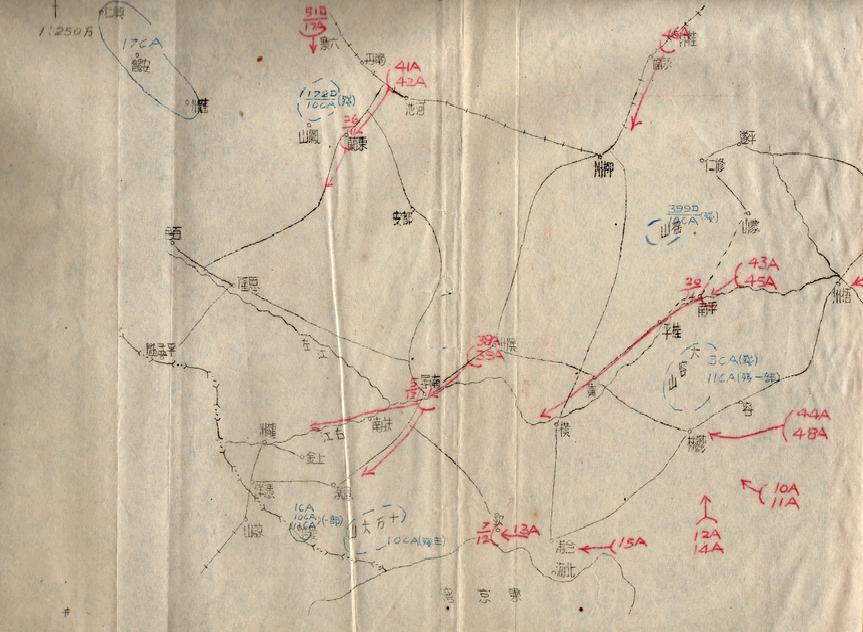
Bản đồ đi chuyển của các đơn vị Quốc quân rút chạy vào Việt Nam (đầu tháng 12 năm 1949)

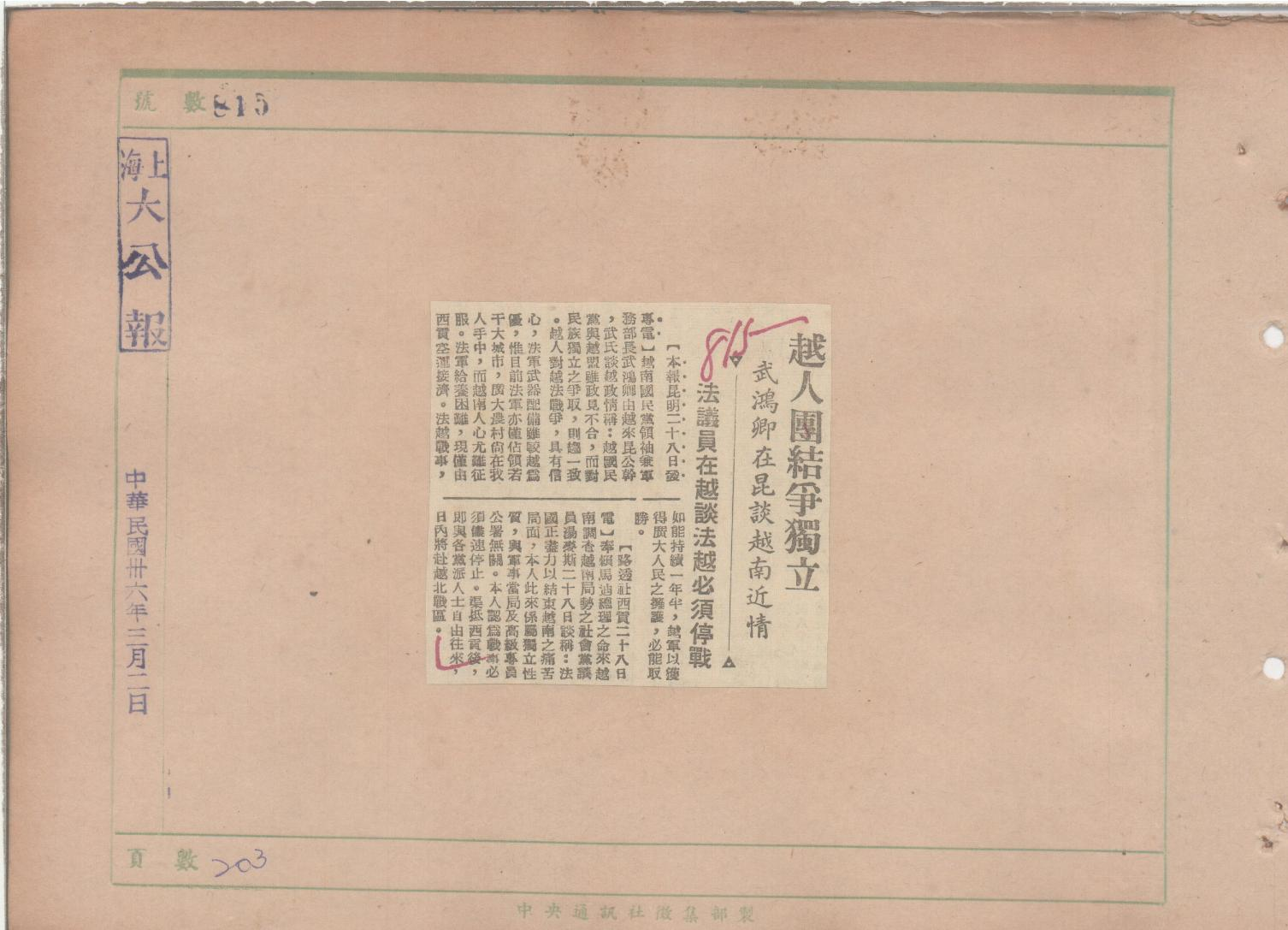
Tờ báo cắt vào năm 1947 được dịch là "Vũ Hồng KHanh" vào thời điểm đó.